# Vals-près-le-Puy
Vals-près-le-Puy è un comune francese di 3 691 abitanti situato nel dipartimento dell'Alta Loira della regione dell'Alvernia-Rodano-Alpi.

## Società

### Evoluzione demografica
Abitanti censiti